# Messaoud Aït Abderrahmane
Messaoud Aït Abderrahmane, né le 6 novembre 1970 à Mostaganem, est un footballeur international algérien. Il évoluait au poste de défenseur central. Il compte cinq sélections en équipe nationale entre 1990 et 1993.

## Biographie

### Carrière de joueur
D'origine kabyle des Issers, Messaoud Aït Abderrahmane commence le football dans le club de sa ville natale à Issers, où il signe sa première licence chez les jeunes où il joue durant cinq ans.
En 1987, à 17 ans, Messaoud Aït Abderrahmane décide de franchir un nouveau palier en rejoignant le plus prestigieux club algérien, à savoir la Jeunesse sportive de Kabylie, avec qui il effectue deux saisons chez les juniors du club.
Il intègre l'équipe première lors de la saison 1989-90 où il se fait remarquer lors la Coupe arabe des clubs champions au Maroc. Il poursuit l'aventure avec son club de la JS Kabylie, qualifiée en Ligue des Champions d'Afrique, et remporte son premier titre de champion d'Algérie en 1990 et remporte également quelques mois plus tard la Ligue des Champions d'Afrique face aux Nkana Red Devils en Zambie aux tirs au but.

### Carrière internationale
En mars 1990, l'Algérie accueille la Coupe d'Afrique des Nations. Dans le cadre du rajeunissement de l'Équipe Nationale, Messaoud Aït Abderrahmane est convoqué par Abdelhamid Kermali. En pleine CAN 1990, pour remplacer son coéquipier à la JS Kabylie, Rachid Adghigh, blessé pendant le match Algérie - Côte d'Ivoire, il reçoit sa première sélection en équipe nationale A d'Algérie le 8 mars 1990 face à l'Égypte à Alger (2-0). Aït Abderrahmane n'avait pas encore 20 ans lorsqu'il est selectionné.

## Palmarès de joueur

### En club
- Avec la JS Kabylie  :
  - Champion d'Algérie en 1990 et 1995
  - Vainqueur de la Coupe d'Algérie en 1992 et 1994
  - Vainqueur de la Supercoupe d'Algérie en 1992
  - Vainqueur de la Ligue des Champions de la CAF en 1990

### En sélection nationale
- Avec l'Équipe Nationale d'Algérie  :
  - Vainqueur de la Coupe d'Afrique des nations 1990
  - Médaillé d'argent aux Jeux Méditerranéens de 1993 à Languedoc-Roussillon